# Константин Каратеодори
Константин Каратеодори (на гръцки: Κωνσταντίνος Καραθεοδωρή, Konstantinos Karatheodori) е германски математик от гръцки произход. По-голямата част от професионалния му път минава в Германия. Каратеодори има значими приноси в областта на теория на функциите над реална променлива, вариационното смятане и теорията на мярката. Трудовете му съдържат важни резултати и в областта на конформните изображения. През 1909 г. той прави пробив в аксиоматичното представяне на термодинамиката с чистo геометрични средства.
На негово име са кръстени няколко математически понятия
- Теорема на Борел–Каратеодори (заедно с Емил Борел)
- Теорема на Каратеодори–Якоби–Ли (заедно с Карл Густав Якоб Якоби и Софус Ли)
- Метрика на Каратеодори
- Метрика на Карно–Каратеодори (заедно със Сади Карно)
- Теорема на Каратеодори
- Лема на Каратеодори
- Теорема на Каратеодори за ядрото